# ويلي أوباميانغ
ويلي أوباميونغ (بالفرنسية: Willy Aubameyang)‏، من مواليد 16 فبراير 1987 في باريس في فرنسا، لاعب كرة قدم فرنسي.
و قد بدأ مسيرته الكروية مع نادي إيه سي ميلان الإيطالي في عام 2005، وهو يلعب معهم حتى الآن.

## روابط خارجية
- ويلي أوباميانغ على موقع الاتحاد الدولي (مؤرشف)  (الإنجليزية)
- ويلي أوباميانغ على موقع قاعدة بيانات كرة القدم.إي يو (الإنجليزية)
- ويلي أوباميانغ على موقع ليكيب (الفرنسية)
- ويلي أوباميانغ على موقع ناشيونال فوتبول تيمز (الإنجليزية)
- ويلي أوباميانغ على موقع Soccerbase.com (لاعب) (الإنجليزية)
- ويلي أوباميانغ على موقع Soccerway.com (الإنجليزية)
- ويلي أوباميانغ على موقع عالم كرة القدم.نت (الإنجليزية)
- ويلي أوباميانغ على موقع كووورة